# البجراء (الطفة)

تعديل مصدري - تعديل

البجراء هي إحدى قرى عزلة ال هياش بمديرية الطفة التابعة لمحافظة البيضاء، بلغ تعداد سكانها 338 نسمة حسب تعداد اليمن لعام 2004.